# Хаф, Джулианна
Джулиа́нна Алекса́ндра Хаф (англ. Julianne Alexandra Hough; 20 июля 1988, Орем, Юта, США) — американская танцовщица

, хореограф, певица и актриса

.

## Биография
Родилась в небольшом городке Орем, пригороде Солт-Лейк-Сити, в штате Юта. Есть брат Дерек и три сестры — Шери, Мэребет и Кэтрин.
Некоторое время жила в Лондоне, после чего вернулась в США, где в течение года жила с матерью в Лас-Вегасе, а потом вернулась в штат Юта, к отцу. Через некоторое время переехала в Лос-Анджелес.

## Карьера

### Актёрская карьера
Начала карьеру актрисы в 2001 году, снявшись в фильме «Гарри Поттер и философский камень».

### Танцевальная карьера
В пятнадцать лет стала самой молодой танцовщицей, выигравшей соревнование по латиноамериканским танцам на Блэкпулском Фестивале Танца (Blackpool Dance Festival) в Великобритании сразу в двух категориях: «Юниоры» и «Молодёжь».
Принимала участие в американской версии программы «Танцы со звёздами (США)» на канале АВС, где танцевала в паре с конькобежцем Аполо Антоном Оно (в четвёртом сезоне) и актёром Коди Линли (в седьмом сезоне).
20 ноября 2008 года объявила, что в ближайшем обозримом будущем не будет возвращаться к участию в «Танцах со звёздами» и посвятит своё время музыкальной карьере.
С 2019 года является одним из судей в популярном американском шоу талантов «America’s Got Talent».

### Музыкальная карьера
Первый сингл в стиле кантри «Will You Dance With Me» был выпущен iTunes и Wal-Mart в мае 2007 года, а вырученные деньги от продаж были перечислены в американский Красный Крест. Позднее этот сингл вошёл в Billboard Pop 100, после чего был подписан договор с компанией Universal Music Group Nashville.
Дебютный альбом певицы, «Sounds of the Season: The Julianne Hough Holiday Collection», вышедший в 2008 году, поднялся до 3 места в Billboard 200.
15 января 2009 года — первый сольный концерт в Грин-Бей, штат Висконсин.

## Личная жизнь
С 8 июля 2017 года Джулианна была замужем за хоккеистом Бруксом Лайком, с которым она встречалась 3 года до их свадьбы. В 2022 году пара официально развелась.

## Избранная фильмография
| Год  |   | Русское название                  | Оригинальное название                 | Роль              |
| ---- | - | --------------------------------- | ------------------------------------- | ----------------- |
| 2001 | ф | Гарри Поттер и философский камень | Harry Potter and the Sorcerer’s Stone | ученица Хогвартса |
| 2010 | ф | Бурлеск                           | Burlesque                             | Джорджия          |
| 2011 | ф | Свободные                         | Footloose                             | Ариэль Мур        |
| 2012 | ф | Рок на века                       | Rock of Ages                          | Шерри Кристиан    |
| 2013 | ф | Тихая гавань                      | Safe Haven                            | Кэти              |
| 2013 | ф | Агнец Божий                       | Paradise                              | Лэм               |
| 2015 | ф | Кривая линия                      | Curve                                 | Мэллори Рутледж   |
| 2016 | ф | Дедушка лёгкого поведения         | Dirty Grandpa                         | Мередит Голдштейн |
| 2016 | с | Безмолвный                        | Speechless                            | Мисс Блум         |
| 2018 | ф | Паровые двигатели страны Оз       | The Steam Engines of Oz               | Локаста (озвучка) |
| 2018 | ф | Мистер Олимпия                    | Bigger                                | Бэтти Вейдер      |

## Интересные факты
- Обе бабушки и оба дедушки Джулианны профессионально занимались балетом.
- В 2008 году журнал «Maxim» поставил актрису на 30-е место в списке «100 самых сексуальных женщин».